# Hugo Portisch

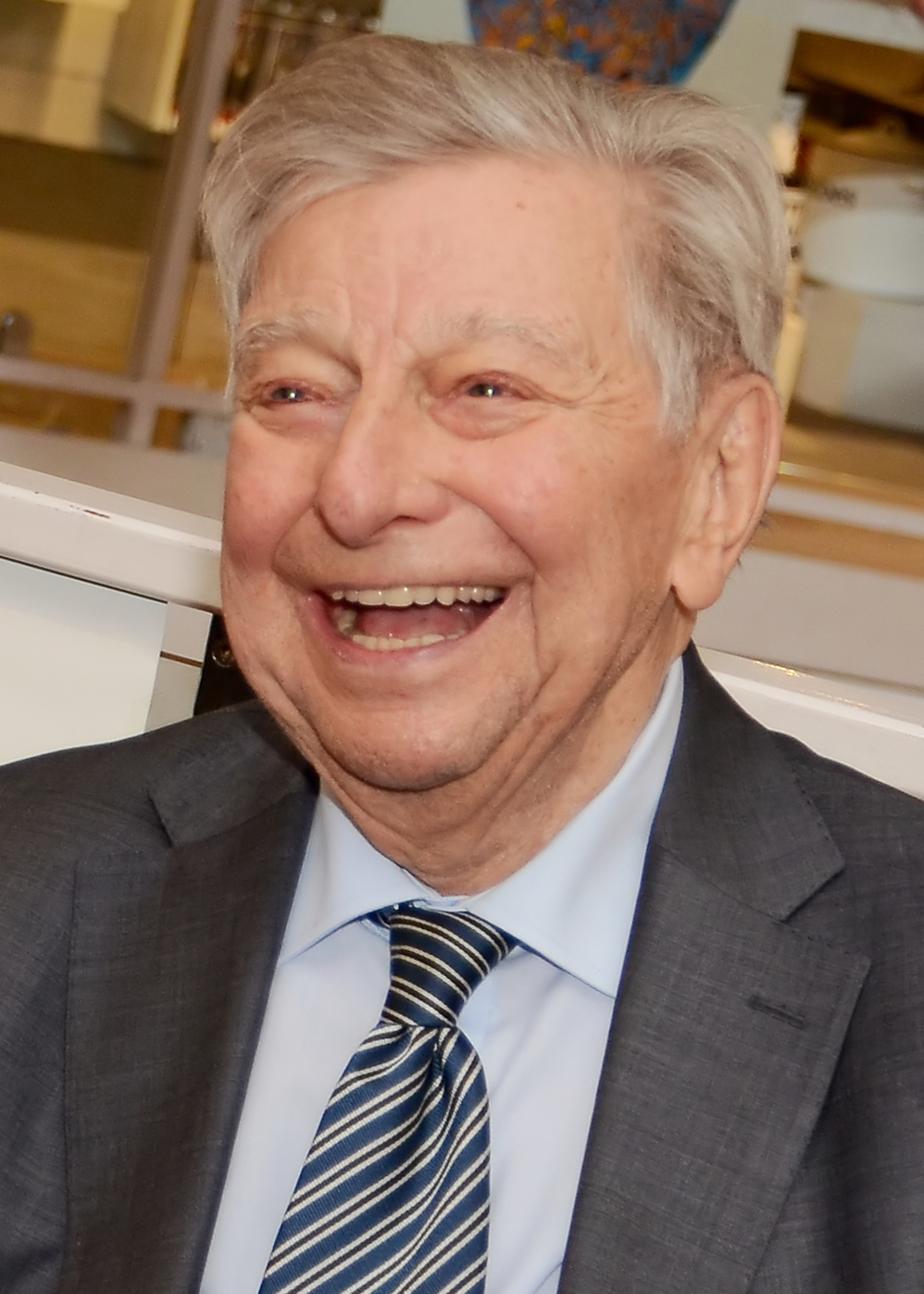
Hugo Portisch (2015)

Hugo Portisch (* 19. Februar 1927 in Preßburg/Bratislava, Tschechoslowakei; † 1. April 2021 in Wien) war ein österreichischer Journalist. Er wurde durch seine Bücher und Fernsehsendungen zu zeitgeschichtlichen und politischen Themen bekannt. Seine Dokumentarfilmreihen Österreich I und Österreich II wurden große Erfolge. Durch seinen Stil, komplizierte politische und wirtschaftliche Zusammenhänge auch für interessierte Laien verständlich zu erklären, wurde er zu einem der bedeutendsten Journalisten in Österreich nach dem Zweiten Weltkrieg.

## Leben

### Herkunft
Hugo Portisch wuchs in Preßburg auf, das kulturell in den letzten Jahrzehnten Österreich-Ungarns wie eine kleinere, ebenfalls an der Donau gelegene Schwesterstadt Wiens wirkte, von dem es nur 60 Kilometer entfernt ist. In der Stadt wurde damals neben Slowakisch auch Deutsch und Ungarisch gesprochen.
Portischs Eltern waren die Österreicher Emil und Hedi Portisch, die 1920 geheiratet hatten. Der Journalist Emil Portisch (1887–1985) stammte aus St. Pölten in  Niederösterreich. Er wurde 1920 Redakteur und 1924 der letzte Chefredakteur der erstmals 1764 erschienenen Preßburger Zeitung, eines liberalen, demokratisch orientierten Blattes. Nach dem Ende der Preßburger Zeitung 1929 versuchte Emil Portisch noch zweimal, die Zeitung wiederzubeleben. Das Nachfolgeblatt Neue Preßburger Zeitung wurde letztlich bei der „Zerschlagung der Tschechoslowakei“ am 15. März 1939 im neu entstandenen Slowakischen Staat unter Jozef Tiso, da es den Nationalsozialismus nicht befürwortete, mit der sofortigen Enteignung der jüdischen Besitzer eingestellt. (Unter „nationalsozialistischem Gestaltungswillen“ erschien das Blatt dann doch noch ein paar Wochen.) Während des Krieges konnte Emil Portisch, obwohl der deutsche Volksgruppenführer dagegen war, in der neu gegründeten slowakischen Nachrichtenagentur tätig sein, die die internationalen Nachrichtenverbindungen pflegte.

### Schulzeit und Studium
Hugo Portisch besuchte in Pressburg das deutsche, ab Sommer 1939 ohne jüdische Schüler geführte Gymnasium. Um nicht zur Wehrerziehung beziehungsweise zur Waffen-SS einberufen zu werden, engagierte er sich 1944 bei der Freiwilligen Feuerwehr, die ihn angesichts der ständigen Bombenabwürfe im letzten Kriegsjahr und der daraus entstandenen Brände als Freiwilligen gut brauchen konnte. Seine Eltern verließen Pressburg Anfang 1945 und kehrten nach St. Pölten zurück, während er weiterhin in Pressburg das Gymnasium besuchte. 
Sein Reifezeugnis erhielt er nach eigenen Angaben nach einem noch nicht beendeten Maturalehrgang ohne formale Prüfung am 4. April 1945, nur wenige Stunden bevor die Rote Armee in die Stadt einmarschierte. Sogleich wurde er ins Wiener Arsenal geschickt, um dort einen weiteren Marschbefehl entgegenzunehmen. Den zuständigen Wehrmachtsoffizier in Wien konnte er bestechen, worauf dieser ihn und drei Kameraden ohne Frist nach Prag schickte. Portisch fuhr daraufhin, da sein Marschbefehl diese Fahrtrichtung nicht ausschloss, nach St. Pölten, wo ein Onkel den bis zu ihrem Tod von seinen Großeltern bewohnten Bauernhof im Stadtteil Oberwagram führte und wo auch seine Eltern aufgenommen worden waren. Gemäß seinem Marschbefehl setzte er die Reise Richtung Prag fort, dann machte der Kriegsverlauf kurz vor der Kapitulation des Dritten Reichs die Weiterfahrt obsolet. Die Absicht, nach Pressburg zurückzukehren, erwies sich für Hugo Portisch und seine Eltern als nicht realisierbar; obwohl Vater Portisch Demokrat gewesen war, hatten die neuen Machthaber keine Verwendung mehr für ihn und andere Deutschsprachige.
Hugo Portisch studierte dann an der Universität Wien Geschichte, Germanistik, Anglistik und Publizistik und schloss 1951 das Studium mit der Dissertation Das Zeitungswesen und die öffentliche Meinung in den Vereinigten Staaten von Nordamerika vor und während des Bürgerkrieges 1861–1865 als Dr. phil. ab. In seinen Memoiren erwähnte er 2015 Marianne Lunzer und Kurt Paupié, die am Institut unterrichteten.

### Journalistischer Werdegang
Portisch begann 1947 als Redaktionseleve der Wiener Redaktion des St. Pöltner Pressvereins. 1948 war er als Redaktionsaspirant bei der Wiener Tageszeitung tätig, deren außenpolitisches Ressort er 1950 übertragen bekam. 1950 war er einer von zehn ausgewählten österreichischen Journalisten, die auf Kosten der USA den sechsmonatigen Journalistenkurs „School of Journalism“ an der University of Missouri in den Vereinigten Staaten absolvieren durften. Dabei arbeitete er als Praktikant unter anderem bei der New York Times und der Washington Post.
1953 wurde Portisch stellvertretender Leiter des beim Generalkonsulat angesiedelten österreichischen Informationsdiensts in New York. Er hatte Bundeskanzler Julius Raab bei seinem USA-Besuch zu begleiten, der ersten Überseereise Raabs, der kein Englisch sprach.
1954 lud Hans Dichand Portisch ein, am Neuen Kurier mitzuarbeiten, der in der Nachfolge des US-Besatzungsblattes Wiener Kurier erscheinen sollte. Durch seine guten Kontakte erfuhr Portisch am 14. April 1955 als stellvertretender Chefredakteur des Kuriers als Erster in Österreich davon, dass die Verhandlungen über den österreichischen Staatsvertrag in Moskau erfolgreich abgeschlossen werden konnten (siehe Moskauer Memorandum), und entschloss sich mit Chefredakteur Hans Dichand dazu, am selben Abend die Extraausgabe Österreich wird frei! herauszubringen. Da die Mittagszeitung damals nicht über Kolporteure verfügte, die am Abend bereitgestanden wären, verkauften die Journalisten die Zeitung in Wien selbst, Dichand und Portisch auf der Kärntner Straße. Sie mussten die Sondernummer aber teilweise verschenken, da ein Teil der Passanten nach jahrelangen ergebnislosen Staatsvertragsverhandlungen an eine Zeitungsente glaubte.
1958 machte Ludwig Polsterer, der Eigentümer des Kuriers, Portisch zum Chefredakteur als Nachfolger Dichands. Während seiner Zeit beim Kurier war Portisch auch beim Bayerischen Fernsehen tätig. Nach dem Rundfunkvolksbegehren 1964, das er beim Kurier mit Rückendeckung Polsterers gemeinsam mit anderen Zeitungsherausgebern initiierte, holte ihn der neue ORF-Generalintendant Gerd Bacher 1967 zum Österreichischen Rundfunk, wo er als Chefkommentator fungierte. Lange Jahre war er später Auslandskorrespondent des ORF in London.
Neben diesen Tätigkeiten verfasste Portisch Bücher (siehe unten), die zum Teil Bestseller wurden, zunächst Berichte über seine weltweiten Reisen wie So sah ich China (1965) und So sah ich Sibirien (1967), dann Publikationen über politische Themen wie Die deutsche Konfrontation (1974).
Im Jahr 2015 erschien seine Autobiografie unter dem Titel Aufregend war es immer. Darauf aufbauend produzierte ORF III eine dreiteilige Dokumentation über sein Leben mit dem Titel Hugo Portisch – Aufregend war es immer, die im Februar 2017 an drei Tagen gezeigt wurde. Die Trilogie war der Höhepunkt eines ORF-Programmschwerpunkts zu Portischs 90. Geburtstag.

### TV-Dokumentationen
Außer mit seinen Büchern wurde Portisch durch seine Fernsehsendungen und -serien bekannt. Zu vielen seiner Dokumentarfilme erschienen begleitende Bücher, zum Beispiel folgte auf die TV-Dokumentation Friede durch Angst (1969) über das atomare Wettrüsten („Gleichgewicht des Schreckens“) im nächsten Jahr ein Buch mit demselben Titel.
In seinen Dokumentarfilmreihen Österreich I (1989) und Österreich II (1981–1995), zu denen ebenfalls entsprechende Bücher erschienen, hat Portisch die Geschichte der Ersten und Zweiten Republik allgemeinverständlich und anschaulich dargestellt und damit das kollektive Geschichtsbewusstsein Österreichs mitgeprägt. 2014/2015 wurden einige dieser Sendungen neu herausgebracht und von Portisch aktuell kommentiert. Die DVD zu Österreich I erreichte Platin- und die DVD zu Österreich II Gold-Status.
Anlässlich des Jubiläumsjahres 2005 produzierte er die Dokumentarserie Die Zweite Republik – eine unglaubliche Geschichte für den ORF, in der Dokumente gezeigt und erklärt werden, die bei seinen vorherigen Dokumentationen noch unter Verschluss anderer Staaten, vor allem Russlands, waren.
Im Herbst 2021 wollte ORF III eine zweiteilige Dokumentation unter dem Titel Hugo Portisch – Russland und wir, basierend auf dem im September 2020 erschienenen gleichnamigen Buch, ausstrahlen. In zwei Teilen à 50 Minuten sollte die Dokumentation eine aktuelle Bestandsaufnahme des heutigen Russlands unter besonderer Berücksichtigung seiner Historie bieten.

### Sonstiges
1969 wurde Portisch in die Wiener Freimaurerloge „Sapientia“ aufgenommen.
Einmal trat Portisch auch als Filmschauspieler auf: 1980 schien er im österreichischen Fernsehfilm Maria Theresia in der Besetzungsliste als Erster Berichterstatter auf. Zweiter und Dritter Berichterstatter waren ebenfalls bekannte Persönlichkeiten: Walter Koschatzky, Direktor der Grafischen Sammlung Albertina, und Chemotherapiespezialist Karl Hermann Spitzy.
Weiters war Hugo Portisch auch ein anerkannter Spezialist für Pilze. Mit seiner Frau veröffentlichte er 1982 ein Buch über das Pilzesuchen. In dem ORF-Film Das geheimnisvolle Leben der Pilze (2004) aus der Dokumentations-Reihe Universum trat er als Pilzesammler auf, der die Zuseher in die Welt der Pilze einführte.
Im Jahr 1991 schlug man Portisch als Nachfolger des scheidenden Bundespräsidenten Kurt Waldheim vor, der auf Grund des Verschweigens seiner Tätigkeit im Zweiten Weltkrieg und deren Bekanntwerdens nicht noch einmal kandidieren wollte. Wegen des angeschlagenen Images Österreichs im Ausland wollte man einen bekannten und kompetenten Mann in dieses Amt wählen. Die konkurrierenden Parteien SPÖ und ÖVP wären sogar bereit gewesen, Hugo Portisch gemeinsam bei der Kandidatur zu unterstützen. Portisch zeigte sich ob des Vertrauensbeweises geehrt, lehnte jedoch mit Verweis auf die protokollarischen Einengungen, die mit dem Amt verbunden sind, dankend ab. Er schrieb in diesem Zusammenhang seine Gedanken für Bundeskanzler Franz Vranitzky nieder, die dieser in seine Rede vor dem Nationalrat am 8. Juli 1991 einbaute. In dieser Rede rückte Vranitzky von der Opferthese ab und bekannte offiziell die Mitschuld der Österreicherinnen und Österreicher an den nationalsozialistischen Taten.

### Privates
Portisch war mit Gertraude Portisch verheiratet, einer Autorin von Kinderbüchern, die sie unter ihrem Geburtsnamen Traudi Reich veröffentlichte. Das Ehepaar lebte in Wien und der Toskana; sie schrieben gemeinsam ein Buch über ihre Erlebnisse in der Toskana. Der gemeinsame Sohn Edgar lebte und arbeitete in Madagaskar, wo er 2012 an den Folgen einer Tropenkrankheit starb. Gertraude Portisch starb am 23. Jänner 2018, im 98. Lebensjahr.
Hugo Portischs älterer Bruder Emil Portisch jun. (* 1921) arbeitete ebenfalls als Journalist.
Hugo Portisch starb nach kurzer Krankheit am 1. April 2021 mit 94 Jahren im Privatkrankenhaus Rudolfinerhaus in Wien. Das ORF-Fernsehen änderte aus diesem Anlass sein Abendprogramm und brachte Sendungen über und mit Portisch. ORF 2 zeigte auch an den folgenden zwei Tagen Sendungen zu Ehren von Portisch. Portisch wurde in einem Ehrengrab auf dem Wiener Zentralfriedhof bestattet (Gruppe 33G, Nummer 14).

## Rezeption

### Auszeichnungen und Ehrungen

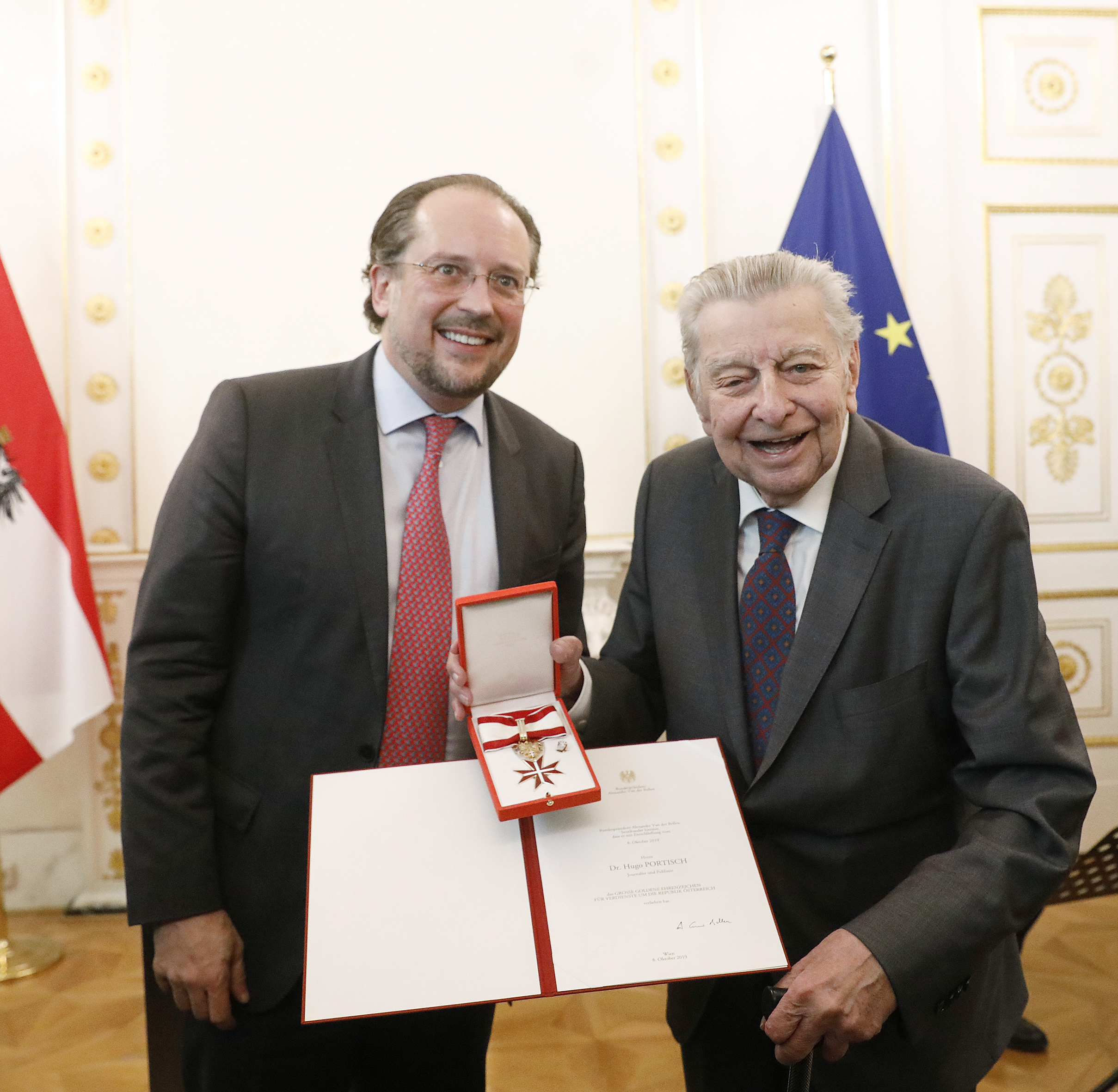
Überreichung des Ehrenzeichens an Hugo Portisch durch Außenminister Alexander Schallenberg (2019)

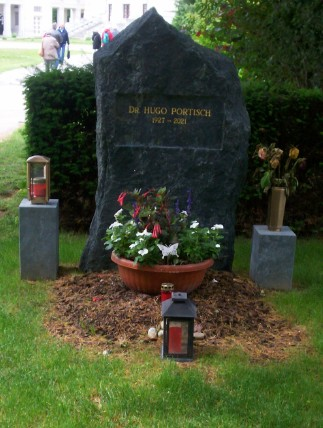
Grabstätte von Hugo Portisch

- 1968: Goldene Kamera (für Wochenkommentar)[31]
- 1983: Goldene Kamera (für die Dokumentation Österreich II)[31]
- 1983: Donauland Sachbuchpreis
- 1985: Kardinal-Innitzer-Preis (Würdigungspreis für wissenschaftlich fundierte Publizistik)
- 1985: Staatspreis für publizistische Leistungen im Interesse der Geistigen Landesverteidigung
- 1986: Preis der Stadt Wien für Publizistik
- 1989: Jakob-Prandtauer-Preis für Wissenschaft und Kunst der Stadt St. Pölten
- 1990, 1992, 1993: dreimal Romy-Auszeichnung als beliebtester Kommentator
- 1996: Ehrenpreis des österreichischen Buchhandels für Toleranz in Denken und Handeln
- 2002: Platin-Romy für das Lebenswerk
- 2005: Journalist des Jahres für sein Lebenswerk[32]
- 2010: Concordia-Ehrenpreis[33]
- 2012: Julius-Raab-Medaille[34]
- 2014: erneute Auszeichnung als Journalist des Jahres für sein Lebenswerk[35]
- 2015: Viktor-Frankl-Preis[36]
- 2016: Ehrenbürger von St. Pölten[37] (1. April 2016)
- 2018: Ehrenbürger der Stadt Wien[38] (12. April 2018)
- 2019: Großes Goldenes Ehrenzeichen für Verdienste um die Republik Österreich[39]

2022 wurde beim ORF-Zentrum ein Teil der Würzburggasse in Hugo-Portisch-Gasse umbenannt, das ORF-Zentrum besitzt seitdem die Adresse Hugo-Portisch-Gasse 1. Vom ORF, der Tageszeitung Kurier und der Österreichischen Medienakademie wurde der mit 60.000 Euro dotierte Hugo-Portisch-Preis ins Leben gerufen, erster Preisträger wurde 2023 Peter Fritz. 2024 erhielt Antonia Rados den Preis zuerkannt und 2025 Thomas Seifert.

### Nachrufe
Der ORF würdigte Portisch in Nachrufen als „Journalistenlegende“ und „Geschichtslehrer der Nation“. Er sei „der Vermittler österreichischer Zeitgeschichte schlechtin“ gewesen und für Millionen Österreicher „über Jahrzehnte der beste Vermittler von internationalen und historischen Zusammenhängen“. ORF-Generaldirektor Alexander Wrabetz sagte, mit seinen großen Dokumentationsreihen Österreich I und Österreich II habe Portisch „Maßstäbe für die Aufarbeitung der österreichischen Zeitgeschichte“ gesetzt.
Auch besonders kritische Medien äußerten sich anerkennend. Christa Zöchling vermerkte im Profil: „Dass einer wie Portisch nicht mehr ist, tut weh.“ Oliver Rathkolb schrieb im Falter: „Längst ist die Kritik der Linken an Portischs Analysen zur US-Außenpolitik im Kalten Krieg verebbt.“ John Evers merkte an, dass Portisch sehr lange im Kalten Krieg verhaftet geblieben war, aber in einem seiner letzten Interviews ein überraschend positives Bild von der Rolle der Roten Armee am Tag der Befreiung Wiens gezeichnet hatte. Das entsprechende Interview war 2020 in der Furche erschienen.

## Publikationen

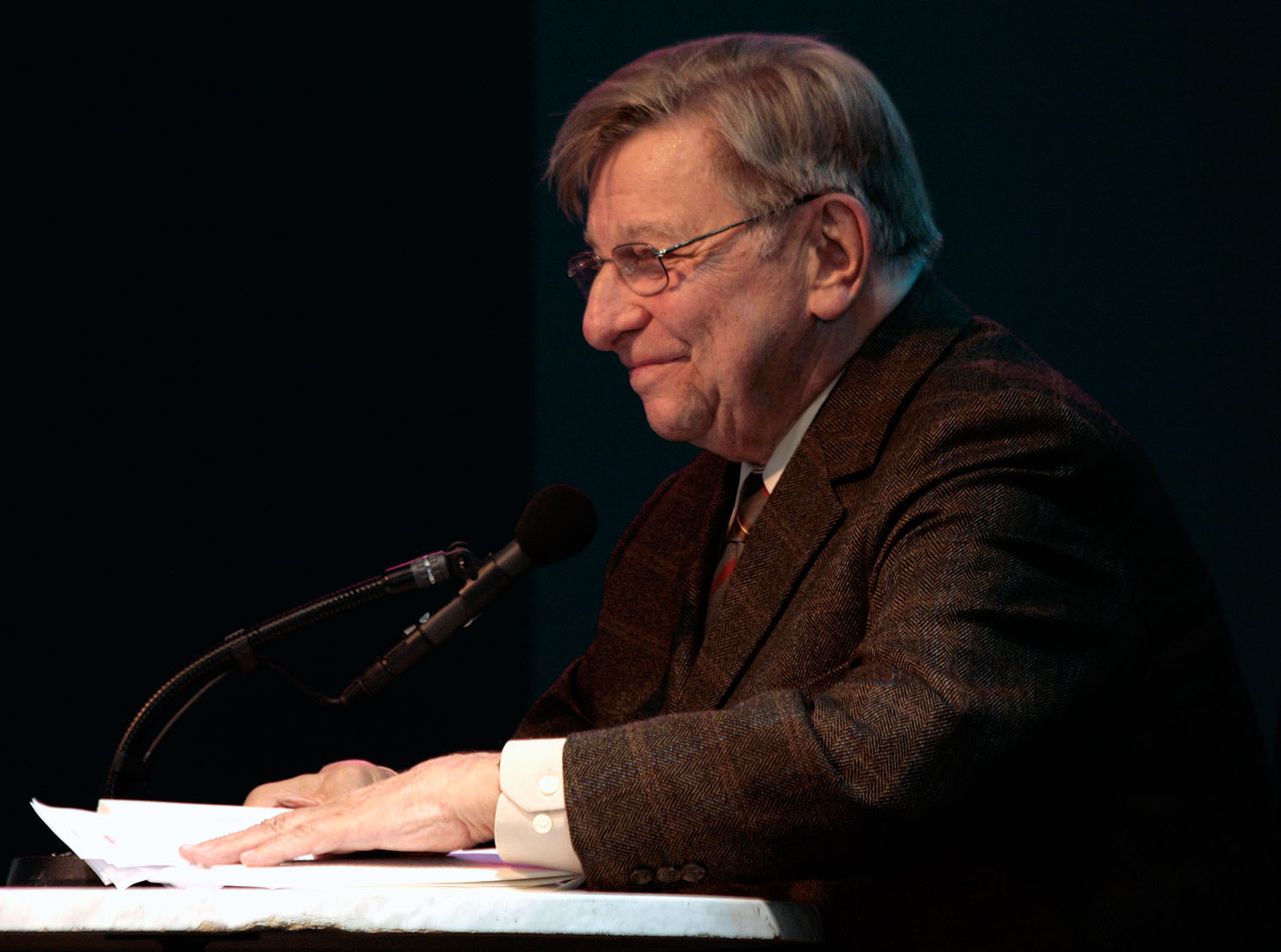
Hugo Portisch liest aus Die Olive & wir (2009)

- So sah ich die Sowjetunion, Afrika, Südamerika. Südwest-Verlag, München 1964, DNB 453823459.
- So sah ich China. Kremayr & Scheriau, Wien 1965, DNB 453823440.
- So sah ich Sibirien. Kremayr & Scheriau, Wien 1967, DNB 457835133.
- Friede durch Angst. Augenzeuge in den Arsenalen des Atomkrieges. Molden Verlag, Wien 1970, DNB 457835087.
- L’Arsenal atomique américain. Dans le secret des arsenaux de la guerre atomique. Librairie Arthème Fayard, Paris 1971, DNB 57811495X (französisch).
- Die deutsche Konfrontation. Gegenwart und Zukunft der beiden deutschen Staaten. Molden Verlag, Wien 1974, ISBN  3-217-0053-4 (defekt).
- 25 Jahre Staatsvertrag. Protokolle des wissenschaftlichen Symposions, 16. und 17. Mai 1980. Österreichischer Bundesverlag, Wien 1980, ISBN 3-215-04519-2 (als Herausgeber).
- Kap der letzten Hoffnung. Das Ringen um den Süden Afrikas. Molden Verlag, Wien 1981, ISBN 3-217-01237-2.
- Augenzeugen des Weltgeschehens. Zusammenhänge, Hintergründe und Perspektiven 81. Orac Verlag, Wien 1981, ISBN 3-85368-880-2.
- Pilzesuchen – ein Vergnügen. Die besten Speisepilze und ihre Doppelgänger. Orac Verlag, Wien 1982, ISBN 3-85368-907-8 (mit seiner Frau Traudi Portisch).
- Österreich II. Die Wiedergeburt unseres Staates. Band 1. Kremayr & Scheriau, Wien 1985, ISBN 3-218-00422-5.
- Österreich II. Der lange Weg zur Freiheit. Band 2. Kremayr & Scheriau, Wien 1986, ISBN 3-218-00442-X.
- Das audiovisuelle Gedächtnis der Nation. In: Schriftenreihe des Österreichischen Filmarchivs. Nr. 20. Wien 1988.
- Österreich I. Die unterschätzte Republik. Kremayr & Scheriau, Wien 1989, ISBN 3-218-00485-3. (AT: Platin (Videoalbum))[50]
- Hört die Signale. Aufstieg und Fall des Sowjetkommunismus. Kremayr & Scheriau, Wien 1991, ISBN 3-218-00535-3.
- Österreich II. Jahre des Aufbruchs, Jahre des Umbruchs. Band 3. Kremayr & Scheriau, Wien 1996, ISBN 3-218-00611-2. (AT: Gold (Videoalbum))
- Die Olive & wir. Ecowin, Salzburg 2009, ISBN 978-3-902404-72-5 (mit seiner Frau Traudi Portisch).
- Was jetzt. Ecowin, Salzburg 2011, ISBN 978-3-7110-0019-4.
- Aufregend war es immer. Ecowin, Salzburg 2015, ISBN 978-3-7110-0072-9.
- Leben mit Trump. Ein Weckruf. Ecowin, Salzburg 2017, ISBN 978-3-7110-0127-6.
- Russland und wir. Eine Beziehung mit Geschichte und Zukunft. Ecowin, Salzburg 2020, ISBN 978-3-7110-0274-7.